# Szilády János
Szilády János (Ságvár, 1839. április 6. – Bácsfeketehegy, 1889. április 1.) református lelkész.

## Élete
Ságvári születésű, de kiskunhalasi kötődésű családban született. Apja Szilády László, és bátyja Szilády Áron szintén református lelkészek voltak.
Középiskoláit Kiskunhalason és Nagykőrösön, a teológiai tanfolyamot Pesten 1860-ban végezte el. Két évet Kunszentmiklóson segédtanári minőségben, néhány hónapot Pomázon segédlelkészi állásban töltött. 1864 őszén külföldre ment, a legtovább Párizsban időzött. 1866-tól pesti káplán, 1869. márciustól a Váci Börtön lelkésze, 1872 szeptemberétől bajai lelkész volt. 1874 májusától a délvidéki Bácsfeketehegy lelkésze lett haláláig. 
A dunamelléki református egyházkerület tanácsbírája, a debreceni zsinatnak póttagja volt.

## Munkái
- Fegyházaink reformjához általános és hazai szempontból. Vác, 1871.
- Egyházi beszédek. Kecskemét, 1874–1876. Két kötet. (Az I. kötet 2. kiadásáról a szerző 1881. gondoskodott; a II. kötet bővített kiadását Szilády Áron adta ki Budapesten 1896-ban).
- A feketehegyi református egyház 100 éves története.

Kéziratban is maradtak hasonló dolgozatai.